# Sunji Nyugat állomás
Sunji Nyugat vasútállomás (sun ji hszi csan (顺义西站, Shùnyì Xī Zhàn)) Kínában, Peking Sunji körzetében található vasútállomás a Peking–Senjang nagysebességű vasútvonalon. Az állomás 2021. január 22-én nyílt meg.

## Kapcsolódó vasútvonalak
- Peking–Senjang nagysebességű vasútvonal